# Мстиславский уезд
Мстисла́вский уе́зд — административная единица Могилёвской губернии Российской империи, существовавшая в 1777—1924 годах. Уездный город — Мстиславль.

## География
Уезд граничил со Климовичским и Чериковским уездами на юге, Чаусским и Горецким на западе.

## История
Уезд образован 22 марта 1778 года в составе Могилёвского наместничества. В 1796 году Могилёвское наместничество были упразднены и включены в состав Белорусской губернии. В 1802 году уезд включён в составе Могилёвской губернии.
В 1919 году Мстиславский уезд передан Смоленской губернии РСФСР.
В 1924 году уезд был упразднён, его территория вошла в состав Калининского округа БССР.

## Население
По переписи 1897 года население уезда составляло 103 300 человек, в том числе в Мстиславле — 8514 жит.

### Национальный состав
Национальный состав по переписи 1897 года:
- белорусы — 84 155 чел. (81,5 %),
- евреи — 16 668 чел. (16,1 %),
- русские — 1461 чел. (1,4 %),

## Административное деление
В 1913 году в уезде было 10 волостей:
| - Бохотская — с. Бохот, - Казимирово-Слободская — м. Казимирово-Слобода, - Любавичская — с. Любавичи, - Монастырщинская — м. Монастырщина, - Ослянская — с. Ослянка, - Пирянская — с. Пиряны, - Соинская — с. Соино, - Старосельская — с. Старое-Село, - Хославичская — м. Хославичи, - Шамовская — м. Шамово |